# Gilbert Stuart
Gilbert Charles Stuart (født 3. december 1755 i  North Kingstown, Rhode Island, død 9. juli 1828 i Boston, Massachusetts) var en amerikansk maler.
Stuart fik sin uddannelse under Cosmo Alexander, senere fra 1775 i London under Benjamin West. Hans kunst blev fra da af stærkt præget af den westske retning. En tid virkede han i London, malede elegant og dygtigt portrætter, lidt à la Thomas Gainsborough. I 1792 rejste han atter til Amerika og bosatte sig to år efter i Boston. Han er blevet berømt for sine portrætter, især af George Washington. Arbejder af Stuart ses nu i Washingtons National Gallery of Art, i Pennsylvania Akademi, Museum of Fine Arts i Boston, Harvard Universitet samt Londons National Portrait Gallery (her: John Hall, John Philip Kemble, Washington, Benjamin West og William Woollett). Andre: Ludvig 16., William Grant med videre.